# Euphranta vitabilis
Euphranta vitabilis är en tvåvingeart som beskrevs av Hardy 1970. Euphranta vitabilis ingår i släktet Euphranta och familjen borrflugor. Inga underarter finns listade i Catalogue of Life.